# Dvě Fridy
Dvě Fridy je obraz mexické malířky Fridy Kahlo. Obraz Frida dokončila krátce po rozvodu s Diegem Riverou. Dílo se skládá z velkého množství atributů symbolického významu. Frida ve svém deníku píše o souvislostech s imaginární kamarádkou z dětství, avšak později přiznává, že do obrazu zaznamenala své pocity rozdělení a boje v souvislosti s rozvodem.

## Symbolika
Frida vpravo je znázorněna v tradičním tehuánském oděvu, v ruce drží amulet, na kterém je vyobrazen mladý Diego. Tato Frida byla Diegem milována a respektována. Vlevo je Frida zobrazena v evropském viktoriánském svatebním šatu. Srdce nemilované Fridy je zlomené. Amulet s Diegem je pramenem, počátkem žíly, která prochází srdci obou žen, ale odmítnutá Frida žílu přestřihuje a ženám hrozí vykrvácení. Rozbouřené nebe může znázorňovat Fridin vnitřní zmatek a neklid.  Malý amulet s Diegem byl po Fridině smrti v jejích osobních věcech skutečně nalezen a dnes je k vidění v Muzeu Fridy Kahlo.  

## Umístění obrazu
V roce 1947 byl obraz zakoupen Národním institutem výtvarného umění Instituto Nacional de Bellas Artes v Mexiku. Kupní cena byla 4000 pesos (zhruba 1000 dolarů) za vlastní malbu a dalších 36 pesos za rám obrazu. To byla největší suma, za kterou kdy Frida svůj obraz prodala. Nyní se obraz Dvě Fridy nachází v Museo de Arte Moderno v Mexiku. 